# Julia Dujmovits
Julia Dujmovits (n. 12 iunie 1987, Güssing, Burgenland, Austria) este o sportivă ce a reprezentat Austria, medaliată olimpică. A participat la 2 ediții ale Jocurilor Olimpice (2014, 2018) în care a câștigat o medalie de aur.